# Neocrepidodera transversa
Neocrepidodera transversa är en skalbaggsart som först beskrevs av Thomas Marsham 1802.  Neocrepidodera transversa ingår i släktet Neocrepidodera, och familjen bladbaggar. Arten är reproducerande i Sverige.